# Miravete de la Sierra
Miravete de la Sierra är en kommun i Spanien.   Den ligger i provinsen Provincia de Teruel och regionen Aragonien, i den östra delen av landet, 250 km öster om huvudstaden Madrid. Arean är 37 kvadratkilometer. Miravete de la Sierra gränsar till Aliaga och Aguilar del Alfambra. 
Terrängen i Miravete de la Sierra är platt åt sydväst, men åt nordost är den kuperad.